# Ali Carter
Pour les articles homonymes, voir Carter.
Ali Carter, de son vrai nom, Allister Carter, est un joueur professionnel de snooker, né le 25 juillet 1979 à Colchester, dans le comté de l'Essex, en Angleterre.
Depuis ses débuts professionnels en 1996, sa carrière est principalement marquée par deux places de finaliste au championnat du monde, en 2008 et en 2012, battu à chaque fois par Ronnie O'Sullivan, et deux places de finaliste au Masters en 2020 et 2024 (de nouveau vaincu par Ronnie O'Sullivan). Carter inscrit également six tournois classés à son palmarès et occupe la place de no 2 mondial de septembre à octobre 2010.
Sa passion pour l'aviation lui a valu d'être surnommé « The Captain », littéralement « le capitaine ».

## Carrière

### Début de carrière prometteur (1996-2007)
Trois ans après être passé professionnel en 1996, Carter atteint la demi-finale du Grand Prix à tout juste 20 ans. Alors classé 142e mondial, il prend le meilleur sur Stephen Hendry et Marco Fu, avant de s'incliner contre John Higgins (6-3). En 2000, il remporte le précieux tournoi qualificatif au Masters (championnat Benson & Hedges). Cette victoire lui permet de participer au tournoi ; Carter y bat Steve Davis, avant de s'incliner contre Ken Doherty (6 à 0).
Il se montre très régulier lors des saisons suivantes et entre dans le top 16 du classement mondial pour la première fois en 2006. Pendant cette période, il est notamment quart de finaliste de plusieurs épreuves classées ; l'Open de Grande-Bretagne (2001 et 2002), l'Open d'Écosse 2003, la coupe LG 2003 et le championnat du Royaume-Uni (2004 et 2005). En 2005-2006, Carter s'incline en finale du tournoi qualificatif au Masters.
Lors de la saison 2006-2007, l'Anglais est battu en demi-finale de la coupe de Malte. En fin de saison, il parvient à rejoindre les quarts de finale du championnat du monde pour la toute première fois de sa carrière. Pour ce faire, il domine Stephen Hendry au deuxième tour du tournoi. Malgré un quart de finale qu'il semble maîtriser, Carter est défait par Mark Selby en manche décisive.

### Meilleures années (2008-2013)

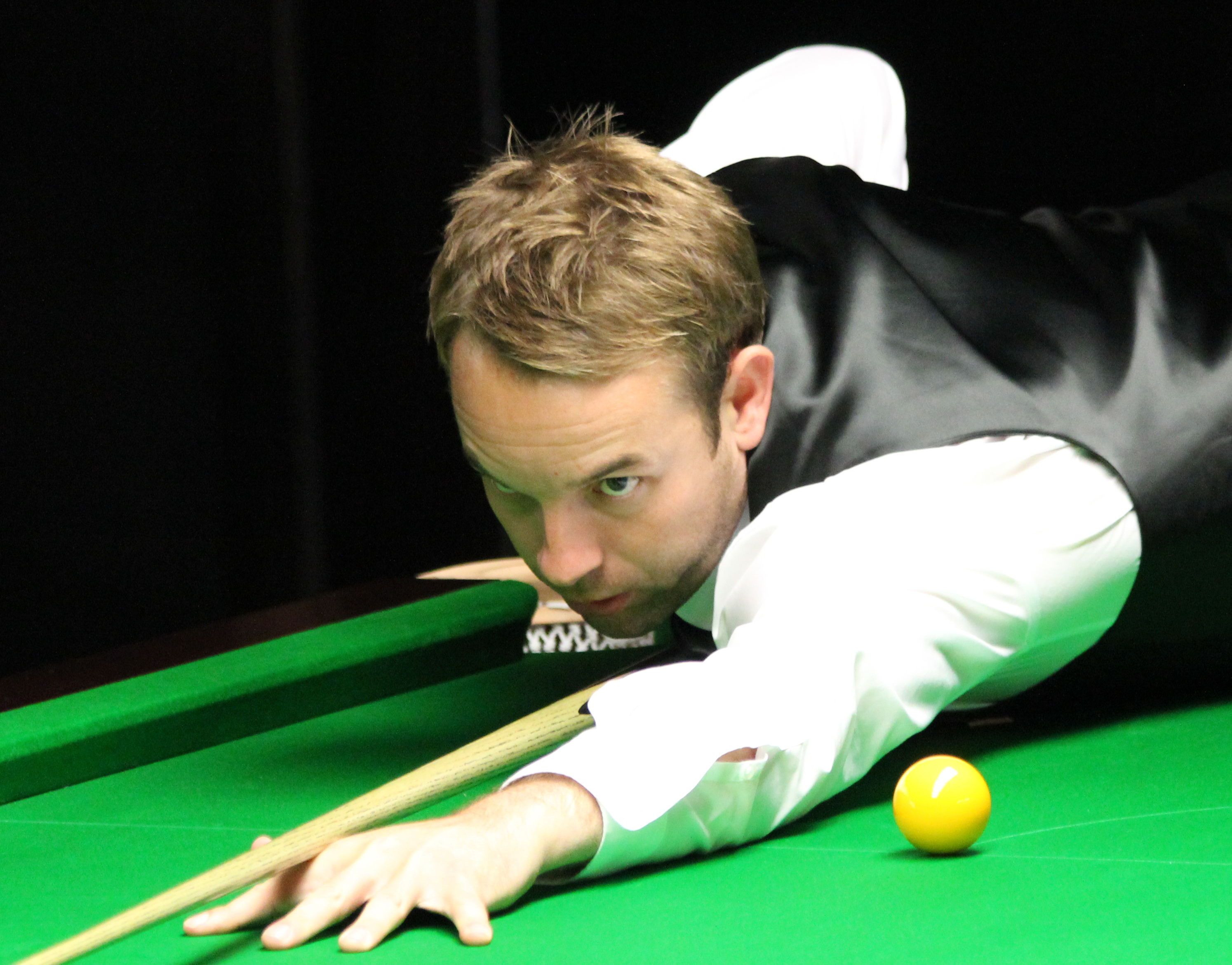
Ali Carter au Classique Paul Hunter 2012.

Carter se distingue au championnat du monde 2008, en atteignant la finale. Sur son parcours, il réalise un break maximum de 147 points, au cours de son match de quart de finale qui l'opposait à Peter Ebdon. Il se montre très impressionnant lors de son deuxième match, infligeant un 13-4 à Shaun Murphy. En demi-finale, il bénéficie du qualifié Joe Perry, et s'impose par 17 manches contre 15. En finale, Carter est battu par Ronnie O'Sullivan, sur le score sévère de 18-8. Cette performance lui permet d'intégrer le top 10 pour la première fois de sa carrière professionnelle.

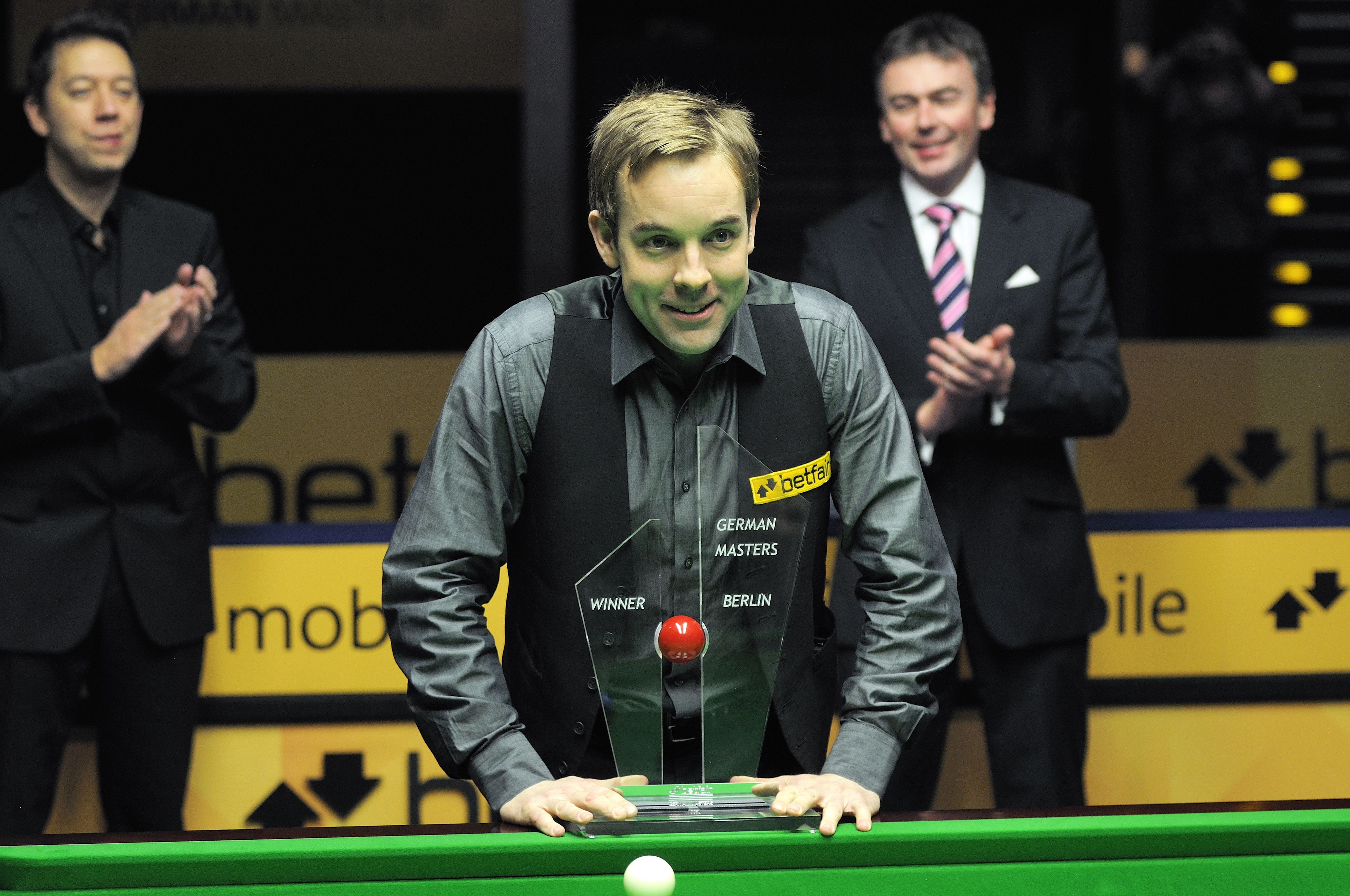
Ali Carter, heureux victorieux du Masters d'Allemagne.

L'année suivante, Carter remporte sa première victoire dans un tournoi classé à l'Open du pays de Galles, écartant le surprenant Joe Swail en finale, malgré avoir été mené 5-2. Il réitère cette performance l'année suivante, en battant Jamie Burnett, l'invité surprise de la finale du Masters de Shanghai. Toujours en 2010, il perd la finale au Pays de Galles, contre John Higgins (9-4). En avril 2010, il bat successivement Jamie Cope, Joe Perry (13-11) et Shaun Murphy (13-12), pour rejoindre une nouvelle demi-finale au championnat du monde. Il ne va pas plus loin, et s'incline contre Neil Robertson. Quelques mois après, il se hisse à la deuxième place du classement ; son meilleur positionnement en carrière.
En 2012, Carter dispute de nouveau la finale du championnat du monde, mais il est encore une fois battu par Ronnie O'Sullivan. Comme en 2008, Carter a connu un parcours vertigineux et riche en émotions. Au deuxième tour, il était mené 12-9 par le jeune Judd Trump, mais a fini par l'emporter à l'issue d'une longue manche décisive. L'année 2013 est marquée par un nouveau succès dans un tournoi classé, Carter s'imposant sur Marco Fu en finale du Masters d'Allemagne. La même saison, il atteint pour la première fois de sa carrière le dernier carré au championnat du Royaume-Uni, s'inclinant sur la belle contre Murphy, après avoir mené par 8 à 4. En fin d'année, il perd en finale du championnat de la ligue.

### Maladie puis retour aux affaires (2014-2017)
Le 1er juillet 2013, le monde du snooker apprend une mauvaise nouvelle ; Ali Carter s'est fait diagnostiquer un cancer des testicules. Il subit une opération qui se révèle être un succès. Décidant de revenir à la compétition dès septembre, il prend finalement la décision de se reposer pendant six mois,. Il fait son retour pour le championnat du monde 2014, où il est éliminé au deuxième tour par Mark Selby. Alors en rémission, il se fait diagnostiquer un nouveau cancer, cette fois-ci aux poumons. Refusant de mourir à seulement 34 ans, le courageux anglais préfère se battre et suivre un chimiothérapie. Sa résilience paye, et Carter est officiellement guéri en août 2014. De retour à la compétition, il remporte la coupe générale, dominant Shaun Murphy en finale.

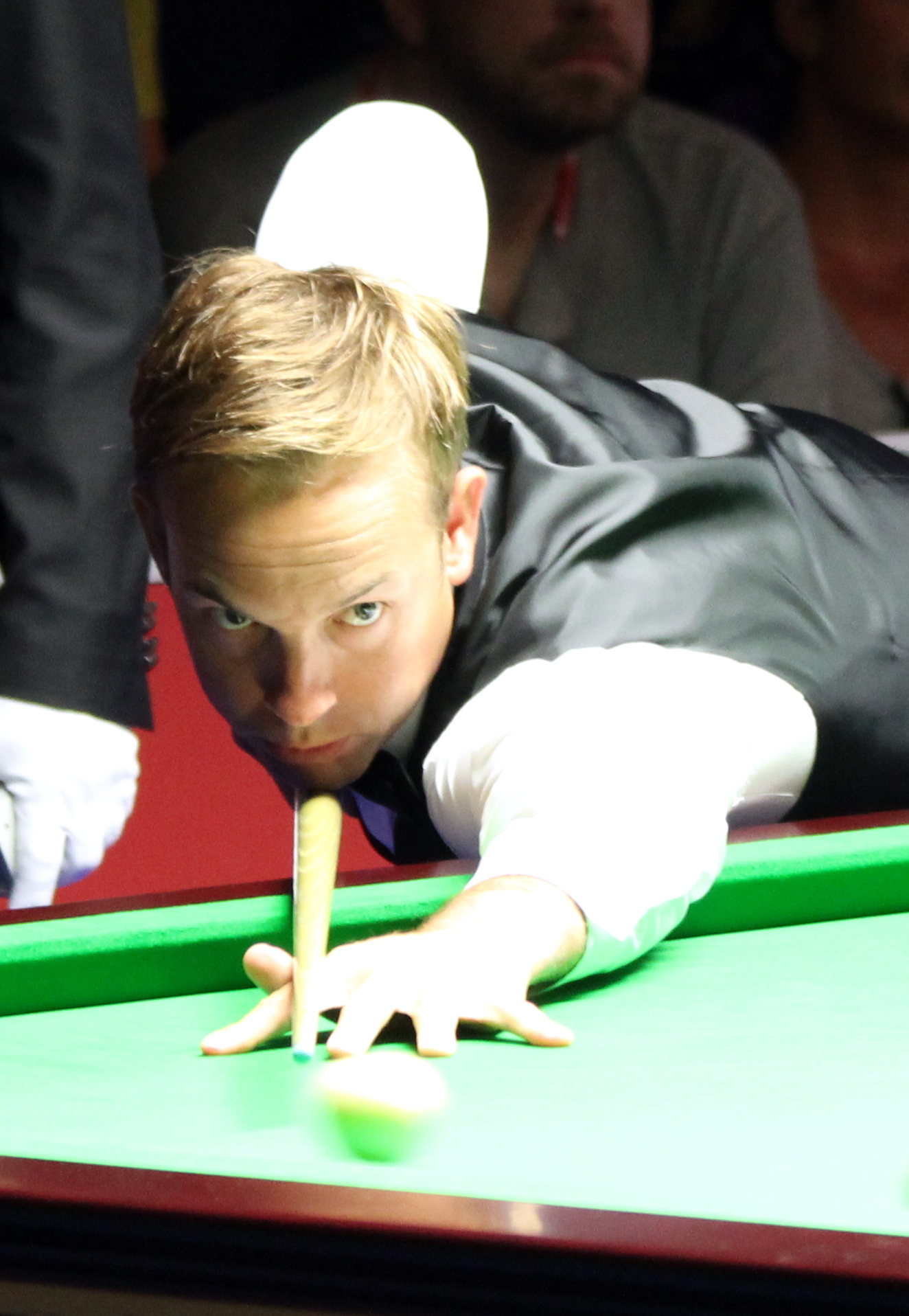
Carter en 2016.

Après une dégringolade au classement, il remporte son quatrième titre classé en 2016, à l'Open mondial, s'imposant difficilement contre Joe Perry en finale, sur le score de 10-8. Cette victoire marque son retour au premier plan après sa maladie. En 2017, Carter est finaliste du Masters d'Allemagne. Bien que battu par le vétéran Anthony Hamilton, il remonte dans le top 16 du classement mondial en fin de saison. Au championnat du monde, il est battu d'entrée par Graeme Dott, s'inclinant ainsi pour la première fois depuis 2006, au premier tour de la compétition.

### Années mitigées et descente au classement (2018-2022)
En 2018, Carter réussit à battre Ronnie O'Sullivan pour la première fois de sa carrière au championnat du monde. La rencontre est également marquée par un « accrochage » entre les deux hommes, O'Sullivan ayant bousculé volontairement Carter après avoir manqué son coup dans la 19e manche. O'Sullivan avouera plus tard avoir été agacé par la grande forme de Carter qu'il accuse d'avoir « surjoué ». Carter aligne une nouvelle finale dans un tournoi classé au Grand Prix mondial 2019. Il s'y incline contre Judd Trump, sur le score de 10-6. Quelques semaines après ce résultat, il est de nouveau quart de finaliste au Crucible Theatre.
En janvier 2020, il obtient sa place au Masters, grâce au désistement de Ronnie O'Sullivan. Dans son premier match qui l'oppose à Mark Selby, Carter est en retard dans la première manche. Réussissant un fluke (empochage chanceux), Carter semble se libérer et inscrit la première manche. Il remporte ensuite le match (6 à 4). En quart de finale, il domine John Higgins, par 6 manches à 3. Il domine ensuite Shaun Murphy, en demi-finale. Opposé à Stuart Bingham en finale, le début de la rencontre est disputé ; les deux hommes se retrouvent à 5-5. Bingham parvient ensuite à mener 7-5, mais Carter égalise tout de suite. À 7-7, Bingham fait parler son expérience, et file à 9-7. Bingham s'impose finalement sur le score de 10-8. Toutefois, le reste de la saison n'est pas très convaincant. D'ailleurs, il termine par une défaite aux qualifications du championnat du monde ; c'est la première fois depuis 2002 qu'il n'apparait pas au championnat.
Malgré une nouvelle finale en tournoi classé, lors des séries professionnelles, qu'il perd contre Mark Williams, Carter quitte le top 20 mondial à la fin de l'année 2021. Au début de la saison suivante, il se dit motivé à retrouver son meilleur niveau, mais ses résultats ne s'améliorent pas pour autant. Il termine même par une défaite au dernier tour de qualification du championnat du monde, battu par Matthew Stevens.

### Vers un retour au premier plan (depuis 2023)
En février 2023, après près de sept ans d'attente, Carter s'adjuge son cinquième titre de classement au Masters d'Allemagne. Concentré et déterminé, il prend assez facilement le dessus sur un Tom Ford qui apparaît aigri en raison de ses défaites récurrentes dans les rencontres à enjeu. Seulement quelques jours après, Ali domine Judd Trump et Robert Milkins (fraîchement titré au Pays de Galles) et se propulse en finale du prestigieux championnat des joueurs. Il manque cette fois de réussite et s'incline face à Shaun Murphy (10-4).
Carter confirme ce regain de forme par une finale lors de la première édition de l'Open de Wuhan, en début de saison suivante. Profitant d'un parcours relativement dégagé, il est logiquement battu par Judd Trump (10-7). En décembre, il est battu en finale de la première épreuve du Masters de Macao par Mark Selby (6-3). Par ailleurs, il réintègre le top 10 du classement pour la première fois en plus de dix ans.
Il continue dans sa forme flamboyante lors du Masters 2024 en disposant de Mark Williams, Judd Trump et Mark Allen. Il affronte son némésis Ronnie O'Sullivan en finale. Carter prend un meilleur départ et mène 5-3 à l'issue de la première session. O'Sullivan élève son niveau de jeu et recolle au score à sept manches partout, avant de prendre le large et de s'imposer 10 manches à 7. Il s'agit d'un deuxième échec en finale du Masters pour Carter après celui de 2020, qui court toujours après un premier sacre dans un tournoi de la triple couronne, ne pouvant se consoler qu'avec un nouveau record du nombre de centuries réalisés avec neuf unités. Après une déception au championnat du monde, Carter remporte la coupe internationale de Helsinki face au champion du monde en titre Kyren Wilson.
Le 3 juillet, il s'adjuge un sixième titre de classement au championnat de la ligue. Sur son parcours, il élimine notamment Jack Lisowski et Mark Williams, puis le jeune Jackson Page en finale. Un an après, il est battu en finale du Masters de Shanghai par Kyren Wilson, à l'issue d'une semaine où il réalise de nombreux retours remarquables dans ses matchs.

## Technique et style de jeu

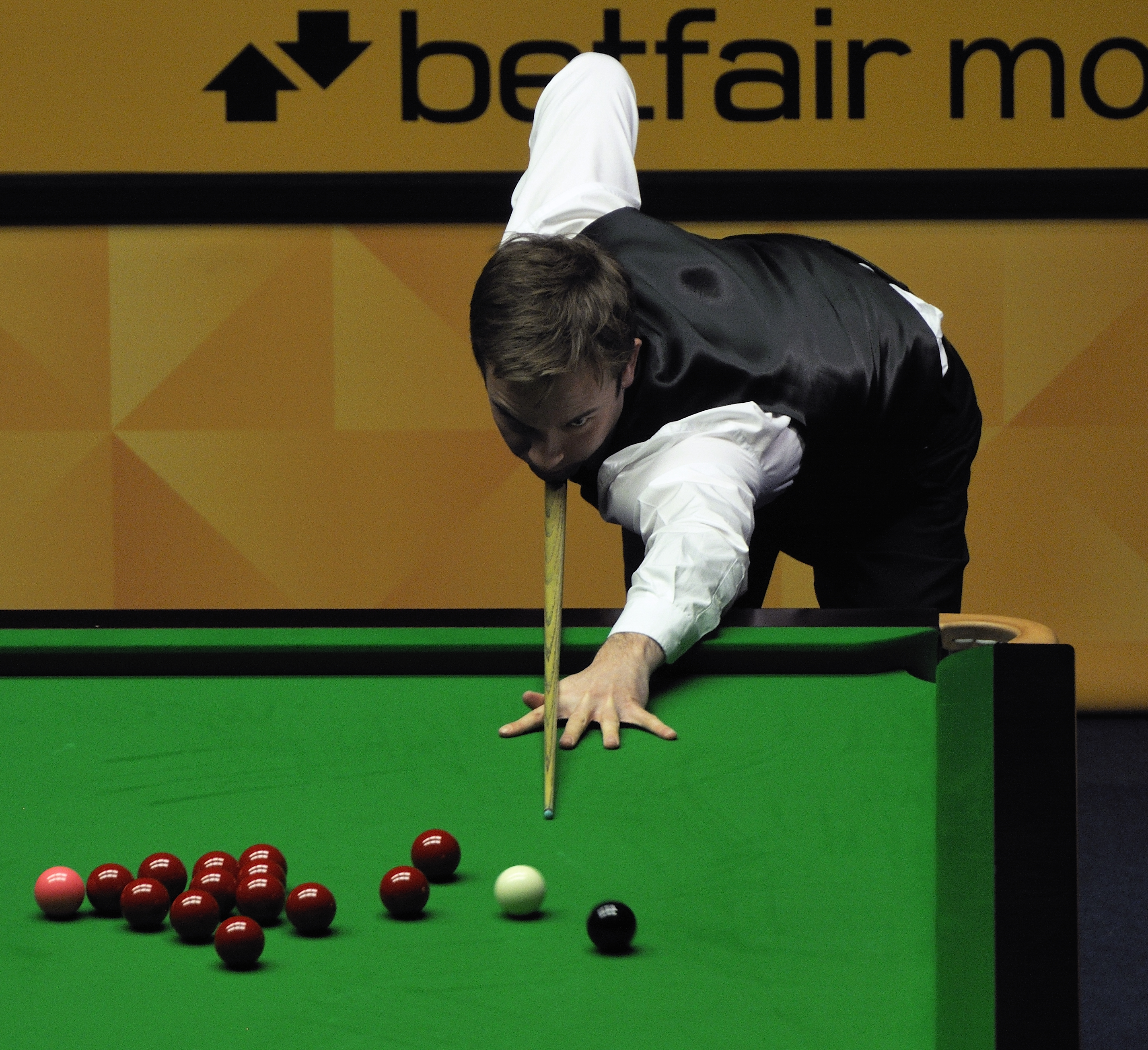
Aperçu de la technique de jeu de Ali carter.
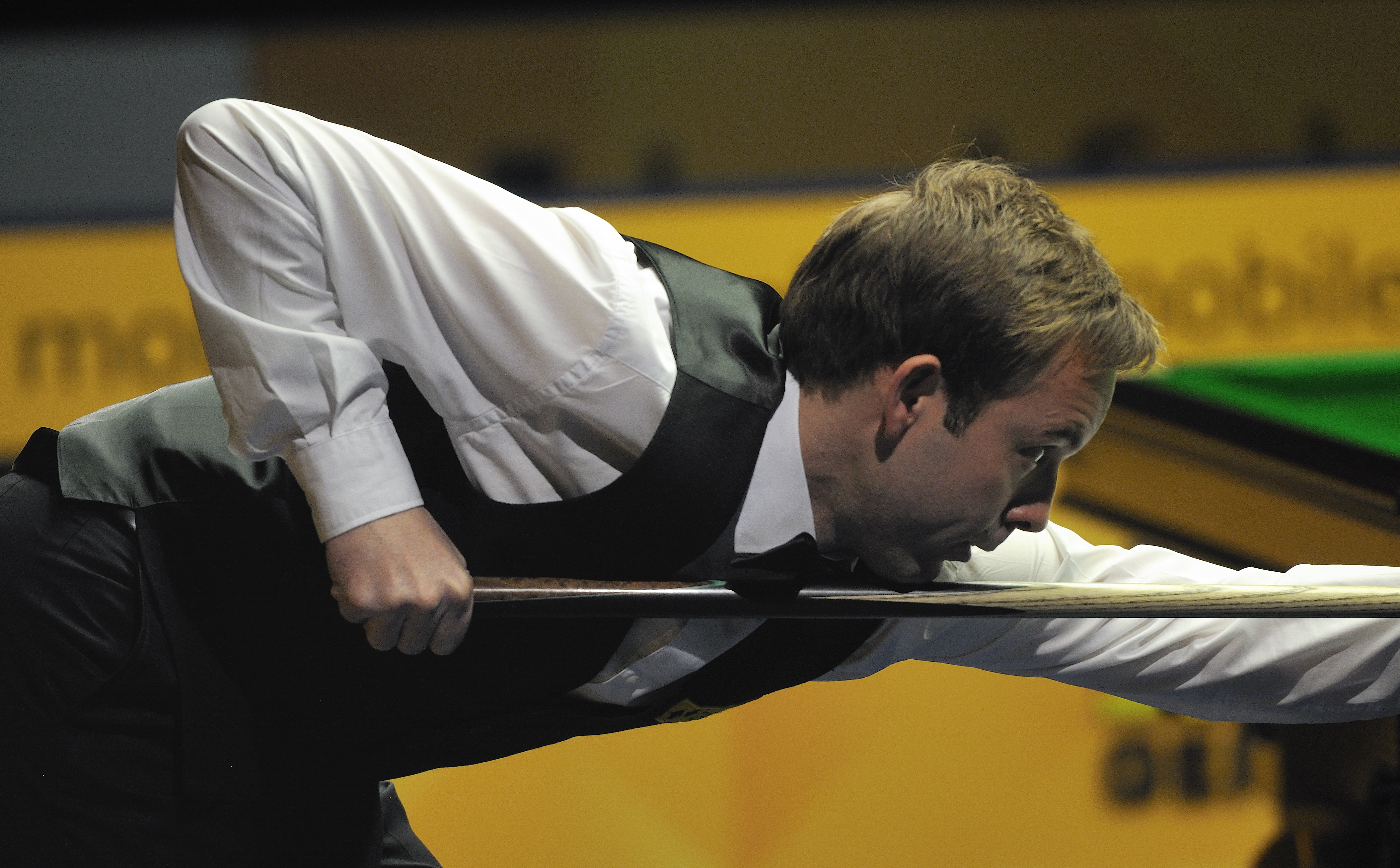
Technique de Ali Carter (vue de profil).
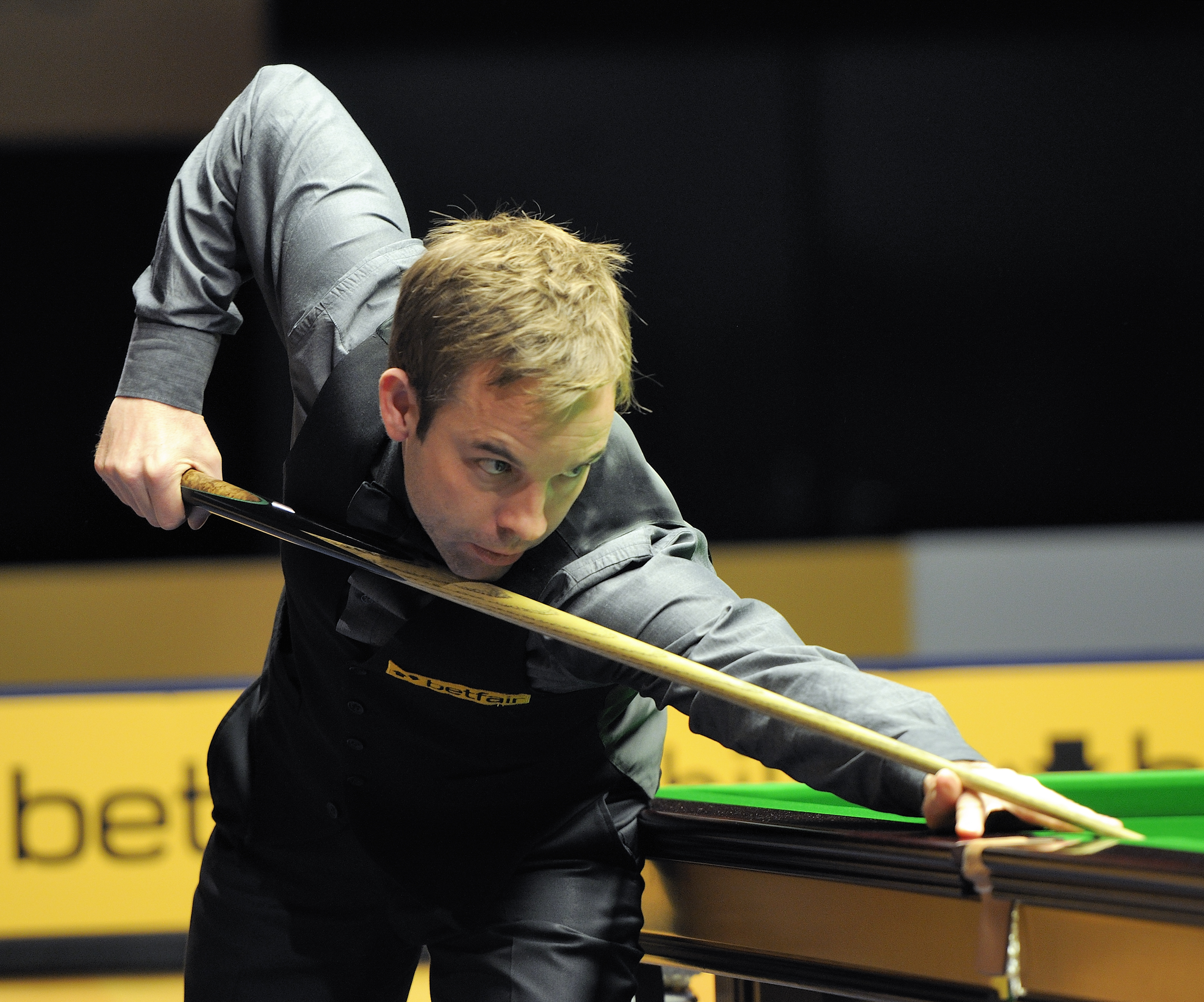
Ali Carter jouant une bille en piqué.
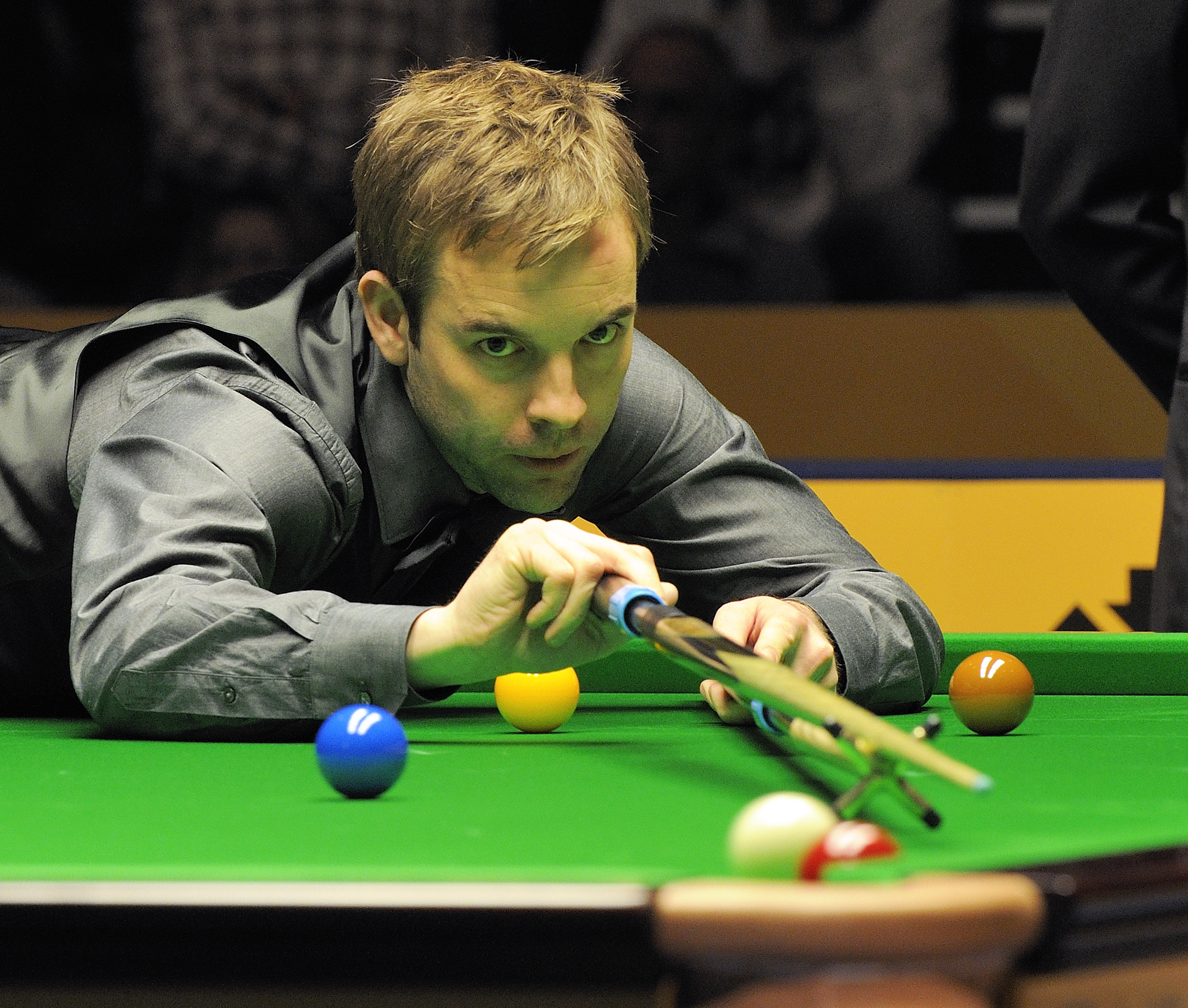
Ali Carter jouant avec le reposoir.

## Palmarès

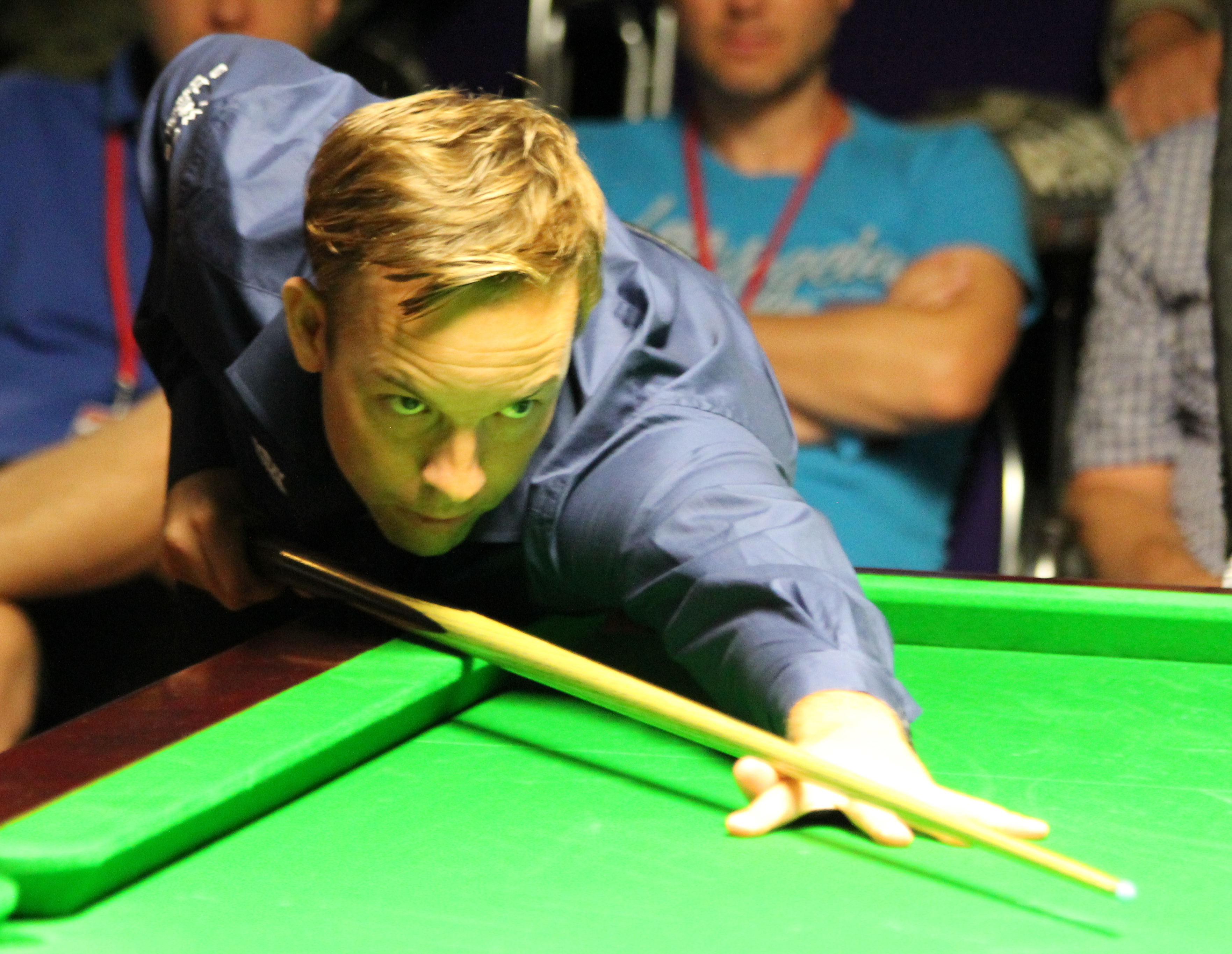
Carter au Classique Paul Hunter 2015.

| Légende | Catégorie                      | Titres                         | Finales                        |
|         | Tournois classés               | 6                              | 8                              |
|         | Tournois classés mineurs       | 1                              | 0                              |
|         | Tournois non classés           | 4                              | 6                              |
|         | Tournois pro-am                | 0                              | 1                              |
| Gras    | Tournois de la triple couronne | Tournois de la triple couronne | Tournois de la triple couronne |

### Titres
| Saison    | Nom du tournoi                   | Lieu      | Finaliste     | Score | Tableau |
| 1999-2000 | Championnat Benson & Hedges      | Prestatyn | Simon Bedford | 9-4   |         |
| 2007-2008 | Coupe Huangshan                  | Hebei     | Marco Fu      | 5-3   | Tableau |
| 2008-2009 | Open du pays de Galles           | Newport   | Joe Swail     | 9-5   | Tableau |
| 2010-2011 | Masters de Shanghai              | Shanghai  | Jamie Burnett | 10-7  | Tableau |
| 2012-2013 | Masters d'Allemagne              | Berlin    | Marco Fu      | 9-6   | Tableau |
| 2014-2015 | Coupe générale                   | Hong Kong | Shaun Murphy  | 7-6   | Tableau |
| 2015-2016 | Classique Paul Hunter            | Fürth     | Shaun Murphy  | 4-3   | Tableau |
| 2016-2017 | Open mondial                     | Yushan    | Joe Perry     | 10-8  | Tableau |
| 2022-2023 | Masters d'Allemagne (2)          | Berlin    | Tom Ford      | 10-3  | Tableau |
| 2024-2025 | Coupe internationale de Helsinki | Helsinki  | Kyren Wilson  | 6-3   |         |
| 2024-2025 | Championnat de la ligue          | Leicester | Jackson Page  | 3-1   | Tableau |

### Finales perdues
| Saison    | Nom du tournoi                   | Lieu          | Finaliste         | Score   | Tableau |
| 2005-2006 | Épreuve qualificative au Masters | Prestatyn     | Stuart Bingham    | 3-6     |         |
| 2007-2008 | Championnat du monde             | Sheffield     | Ronnie O'Sullivan | 8-18    | Tableau |
| 2009-2010 | Open du pays de Galles           | Newport       | John Higgins      | 4-9     | Tableau |
| 2011-2012 | Classique de Wuxi                | Wuxi          | Mark Selby        | 7-9     | Tableau |
| 2011-2012 | Championnat du monde (2)         | Sheffield     | Ronnie O'Sullivan | 11-18   | Tableau |
| 2012-2013 | Championnat de la ligue          | Stock         | Martin Gould      | 2-3     | Tableau |
| 2016-2017 | Masters d'Allemagne              | Berlin        | Anthony Hamilton  | 6-9     | Tableau |
| 2017-2018 | Jeux mondiaux                    | Wrocław       | Kyren Wilson      | 2-3     | Tableau |
| 2018-2019 | Grand Prix mondial               | Cheltenham    | Judd Trump        | 6-10    | Tableau |
| 2019-2020 | Masters                          | Londres       | Stuart Bingham    | 8-10    | Tableau |
| 2020-2021 | Séries professionnelles          | Milton Keynes | Mark Williams     | [ N 1 ] | Tableau |
| 2022-2023 | Championnat des joueurs (2)      | Wolverhampton | Shaun Murphy      | 4-10    | Tableau |
| 2023-2024 | Open de Wuhan                    | Wuhan         | Judd Trump        | 7-10    | Tableau |
| 2023-2024 | Masters de Macao (épreuve 1)     | Macao         | Mark Selby        | 3-6     |         |
| 2023-2024 | Masters (2)                      | Londres       | Ronnie O'Sullivan | 7-10    | Tableau |
| 2025-2026 | Masters de Shanghai              | Shanghai      | Kyren Wilson      | 9-11    | Tableau |

## Résultats en tournois
| Classement,                              | NC                   | NC                   | NC                   | 142                  | 92                   | 61                   | 31                   | 17                   | 19                   | 19                   | 15                   | 14                   | 7                    | 5                    | 4                     | 6                     | 17                    | 16                    | 13                    | 29                    | 32                   | 12                   | 11                | 19                | 24                | 20                | 12                |                   |                   |                   |                   |                   |                   |                   |                   |                   |                   |                   |                   |
| Tournois classés                         |                      |                      |                      |                      |                      |                      |                      |                      |                      |                      |                      |                      |                      |                      |                       |                       |                       |                       |                       |                       |                      |                      |                   |                   |                   |                   |                   |                   |                   |                   |                   |                   |                   |                   |                   |                   |                   |                   |                   |
| Open d'Angleterre                        | Tournoi non existant | Tournoi non existant | Tournoi non existant | Tournoi non existant | Tournoi non existant | Tournoi non existant | Tournoi non existant | Tournoi non existant | Tournoi non existant | Tournoi non existant | Tournoi non existant | Tournoi non existant | Tournoi non existant | Tournoi non existant | Tournoi non existant  | Tournoi non existant  | Tournoi non existant  | Tournoi non existant  | Tournoi non existant  | Tournoi non existant  | 3T                   | 2T                   | QF                | 1T                | 1T                | 1T                | QF                |                   |                   |                   |                   |                   |                   |                   |                   |                   |                   |                   |                   |
| Open mondial                             | DQ                   | A                    | DQ                   | DF                   | DQ                   | 1T                   | 1T                   | QF                   | 2T                   | 1T                   | RR                   | 2T                   | DF                   | 1T                   | 1T                    | F                     | F                     | 2T                    | Non tenu              | Non tenu              | V                    | A                    | 2T                | 3T                | 1T                | 2T                | 1T                |                   |                   |                   |                   |                   |                   |                   |                   |                   |                   |                   |                   |
| Open d'Irlande du Nord                   | Tournoi non existant | Tournoi non existant | Tournoi non existant | Tournoi non existant | Tournoi non existant | Tournoi non existant | Tournoi non existant | Tournoi non existant | Tournoi non existant | Tournoi non existant | Tournoi non existant | Tournoi non existant | Tournoi non existant | Tournoi non existant | Tournoi non existant  | Tournoi non existant  | Tournoi non existant  | Tournoi non existant  | Tournoi non existant  | Tournoi non existant  | F                    | 2T                   | 4T                | 3T                | DF                | 1T                | DQ                |                   |                   |                   |                   |                   |                   |                   |                   |                   |                   |                   |                   |
| Championnat du Royaume-Uni               | DQ                   | A                    | DQ                   | DQ                   | DQ                   | 2T                   | 2T                   | 3T                   | QF                   | QF                   | 2T                   | 1T                   | DF                   | QF                   | 1T                    | 2T                    | DF                    | 3T                    | 1T                    | 3T                    | 3T                   | 1T                   | 3T                | 3T                | 1T                | 2T                | DQ                |                   |                   |                   |                   |                   |                   |                   |                   |                   |                   |                   |                   |
| Open d'Écosse                            | DQ                   | A                    | DQ                   | 2T                   | 3T                   | 3T                   | QF                   | 2T                   | Tournoi non tenu     | Tournoi non tenu     | Tournoi non tenu     | Tournoi non tenu     | Tournoi non tenu     | Tournoi non tenu     | Tournoi non tenu      | Tournoi non tenu      | CM                    | Tournoi non tenu      | Tournoi non tenu      | Tournoi non tenu      | 2T                   | 2T                   | 4T                | 2T                | 2T                | DQ                | 2T                |                   |                   |                   |                   |                   |                   |                   |                   |                   |                   |                   |                   |
| Masters d'Europe                         | Tournoi non existant | Tournoi non existant | Tournoi non existant | Tournoi non existant | Tournoi non existant | Tournoi non existant | Tournoi non existant | Tournoi non existant | Tournoi non existant | Tournoi non existant | Tournoi non existant | Tournoi non existant | Tournoi non existant | Tournoi non existant | Tournoi non existant  | Tournoi non existant  | Tournoi non existant  | Tournoi non existant  | Tournoi non existant  | Tournoi non existant  | 1T                   | DQ                   | 2T                | DF                | 2T                | 2T                | DF                |                   |                   |                   |                   |                   |                   |                   |                   |                   |                   |                   |                   |
| Masters d'Allemagne                      | DQ                   | A                    | NC                   | Tournoi non existant | Tournoi non existant | Tournoi non existant | Tournoi non existant | Tournoi non existant | Tournoi non existant | Tournoi non existant | Tournoi non existant | Tournoi non existant | Tournoi non existant | Tournoi non existant | 2T                    | 1T                    | V                     | 1T                    | DQ                    | 1T                    | F                    | DQ                   | DQ                | DQ                | DQ                | DQ                | V                 |                   |                   |                   |                   |                   |                   |                   |                   |                   |                   |                   |                   |
| Grand Prix mondial                       | Tournoi non existant | Tournoi non existant | Tournoi non existant | Tournoi non existant | Tournoi non existant | Tournoi non existant | Tournoi non existant | Tournoi non existant | Tournoi non existant | Tournoi non existant | Tournoi non existant | Tournoi non existant | Tournoi non existant | Tournoi non existant | Tournoi non existant  | Tournoi non existant  | Tournoi non existant  | Tournoi non existant  | NC                    | QF                    | 2T                   | 1T                   | F                 | 1T                | 1T                | 2T                | 1T                |                   |                   |                   |                   |                   |                   |                   |                   |                   |                   |                   |                   |
| Open du pays de Galles                   | DQ                   | A                    | 1T                   | DQ                   | DQ                   | 1T                   | 1T                   | 1T                   | 3T                   | 1T                   | QF                   | QF                   | V                    | F                    | DF                    | 1T                    | DQ                    | 4T                    | 4T                    | 2T                    | 3T                   | 2T                   | 1T                | 2T                | QF                | QF                | 2T                |                   |                   |                   |                   |                   |                   |                   |                   |                   |                   |                   |                   |
| Shoot-Out                                | Tournoi non existant | Tournoi non existant | Tournoi non existant | Tournoi non existant | Tournoi non existant | Tournoi non existant | Tournoi non existant | Tournoi non existant | Tournoi non existant | Tournoi non existant | Tournoi non existant | Tournoi non existant | Tournoi non existant | Tournoi non existant | Tournoi non classé    | Tournoi non classé    | Tournoi non classé    | Tournoi non classé    | Tournoi non classé    | Tournoi non classé    | A                    | 3T                   | 2T                | 2T                | Tournoi classé    | Tournoi classé    | Tournoi classé    |                   |                   |                   |                   |                   |                   |                   |                   |                   |                   |                   |                   |
| Championnat des joueurs                  | Tournoi non existant | Tournoi non existant | Tournoi non existant | Tournoi non existant | Tournoi non existant | Tournoi non existant | Tournoi non existant | Tournoi non existant | Tournoi non existant | Tournoi non existant | Tournoi non existant | Tournoi non existant | Tournoi non existant | Tournoi non existant | NQ                    | NQ                    | 2T                    | NQ                    | NQ                    | QF                    | DF                   | NQ                   | 1T                | NQ                | NQ                | NQ                | F                 |                   |                   |                   |                   |                   |                   |                   |                   |                   |                   |                   |                   |
| Open de Gibraltar                        | Tournoi non existant | Tournoi non existant | Tournoi non existant | Tournoi non existant | Tournoi non existant | Tournoi non existant | Tournoi non existant | Tournoi non existant | Tournoi non existant | Tournoi non existant | Tournoi non existant | Tournoi non existant | Tournoi non existant | Tournoi non existant | Tournoi non existant  | Tournoi non existant  | Tournoi non existant  | Tournoi non existant  | Tournoi non existant  | CM                    | A                    | F                    | F                 | F                 | 3T                | 3T                | NT                |                   |                   |                   |                   |                   |                   |                   |                   |                   |                   |                   |                   |
| Open de Grande-Bretagne                  | DQ                   | A                    | DQ                   | DQ                   | DQ                   | QF                   | QF                   | 1T                   | 3T                   | Tournoi non tenu     | Tournoi non tenu     | Tournoi non tenu     | Tournoi non tenu     | Tournoi non tenu     | Tournoi non tenu      | Tournoi non tenu      | Tournoi non tenu      | Tournoi non tenu      | Tournoi non tenu      | Tournoi non tenu      | Tournoi non tenu     | Tournoi non tenu     | Tournoi non tenu  | Tournoi non tenu  | Tournoi non tenu  | 4T                | DQ                |                   |                   |                   |                   |                   |                   |                   |                   |                   |                   |                   |                   |
| Championnat de la ligue                  | Tournoi non existant | Tournoi non existant | Tournoi non existant | Tournoi non existant | Tournoi non existant | Tournoi non existant | Tournoi non existant | Tournoi non existant | Tournoi non existant | Tournoi non existant | Tournoi non existant | RR                   | RR                   | RR                   | DF                    | RR                    | F                     | RR                    | 2T                    | 2T                    | RR                   | DF                   | RR                | RR                | RR                | 3T                | 2T                |                   |                   |                   |                   |                   |                   |                   |                   |                   |                   |                   |                   |
| Championnat du circuit                   | Tournoi non existant | Tournoi non existant | Tournoi non existant | Tournoi non existant | Tournoi non existant | Tournoi non existant | Tournoi non existant | Tournoi non existant | Tournoi non existant | Tournoi non existant | Tournoi non existant | Tournoi non existant | Tournoi non existant | Tournoi non existant | Tournoi non existant  | Tournoi non existant  | Tournoi non existant  | Tournoi non existant  | Tournoi non existant  | Tournoi non existant  | Tournoi non existant | Tournoi non existant | NQ                | NQ                | NQ                | NQ                | QF                |                   |                   |                   |                   |                   |                   |                   |                   |                   |                   |                   |                   |
| Championnat du monde                     | DQ                   | DQ                   | DQ                   | DQ                   | DQ                   | DQ                   | 1T                   | 1T                   | 2T                   | 1T                   | QF                   | F                    | 2T                   | DF                   | 2T                    | F                     | 2T                    | 2T                    | 2T                    | 2T                    | 1T                   | QF                   | QF                | DQ                | 1T                | DQ                | 1T                |                   |                   |                   |                   |                   |                   |                   |                   |                   |                   |                   |                   |
| Tournois non classés                     |                      |                      |                      |                      |                      |                      |                      |                      |                      |                      |                      |                      |                      |                      |                       |                       |                       |                       |                       |                       |                      |                      |                   |                   |                   |                   |                   |                   |                   |                   |                   |                   |                   |                   |                   |                   |                   |                   |                   |
| Masters de Shanghai                      | Tournoi non existant | Tournoi non existant | Tournoi non existant | Tournoi non existant | Tournoi non existant | Tournoi non existant | Tournoi non existant | Tournoi non existant | Tournoi non existant | Tournoi non existant | Tournoi non existant | Tournoi classé       | Tournoi classé       | Tournoi classé       | Tournoi classé        | Tournoi classé        | Tournoi classé        | Tournoi classé        | Tournoi classé        | Tournoi classé        | Tournoi classé       | Tournoi classé       | A                 | 1T                | Non tenu          | Non tenu          | Non tenu          |                   |                   |                   |                   |                   |                   |                   |                   |                   |                   |                   |                   |
| Champion des champions                   | Tournoi non existant | Tournoi non existant | Tournoi non existant | Tournoi non existant | Tournoi non existant | Tournoi non existant | Tournoi non existant | Tournoi non existant | Tournoi non existant | Tournoi non existant | Tournoi non existant | Tournoi non existant | Tournoi non existant | Tournoi non existant | Tournoi non existant  | Tournoi non existant  | Tournoi non existant  | QF                    | 1T                    | 1T                    | 1T                   | A                    | A                 | A                 | A                 | A                 | A                 |                   |                   |                   |                   |                   |                   |                   |                   |                   |                   |                   |                   |
| Masters                                  | DQ                   | DQ                   | DQ                   | 1T                   | DQ                   | DQ                   | DQ                   | DQ                   | A                    | DQ                   | 1T                   | 1T                   | QF                   | 1T                   | 1T                    | 1T                    | 1T                    | A                     | QF                    | A                     | 1T                   | 1T                   | A                 | F                 | A                 | A                 | A                 |                   |                   |                   |                   |                   |                   |                   |                   |                   |                   |                   |                   |
| Tournois alternatifs                     |                      |                      |                      |                      |                      |                      |                      |                      |                      |                      |                      |                      |                      |                      |                       |                       |                       |                       |                       |                       |                      |                      |                   |                   |                   |                   |                   |                   |                   |                   |                   |                   |                   |                   |                   |                   |                   |                   |                   |
| Championnat du monde à six billes rouges | Tournoi non existant | Tournoi non existant | Tournoi non existant | Tournoi non existant | Tournoi non existant | Tournoi non existant | Tournoi non existant | Tournoi non existant | Tournoi non existant | Tournoi non existant | Tournoi non existant | Tournoi non existant | A                    | A                    | A                     | NT                    | A                     | A                     | A                     | A                     | A                    | A                    | A                 | QF                | NT                | NT                | A                 |                   |                   |                   |                   |                   |                   |                   |                   |                   |                   |                   |                   |
| Anciens tournois classés                 |                      |                      |                      |                      |                      |                      |                      |                      |                      |                      |                      |                      |                      |                      |                       |                       |                       |                       |                       |                       |                      |                      |                   |                   |                   |                   |                   |                   |                   |                   |                   |                   |                   |                   |                   |                   |                   |                   |                   |
| Classique de Dubai                       | DQ                   | Tournoi abandonné    | Tournoi abandonné    | Tournoi abandonné    | Tournoi abandonné    | Tournoi abandonné    | Tournoi abandonné    | Tournoi abandonné    | Tournoi abandonné    | Tournoi abandonné    | Tournoi abandonné    | Tournoi abandonné    | Tournoi abandonné    | Tournoi abandonné    | Tournoi abandonné     | Tournoi abandonné     | Tournoi abandonné     | Tournoi abandonné     | Tournoi abandonné     | Tournoi abandonné     | Tournoi abandonné    | Tournoi abandonné    | Tournoi abandonné | Tournoi abandonné | Tournoi abandonné | Tournoi abandonné | Tournoi abandonné | Tournoi abandonné | Tournoi abandonné | Tournoi abandonné | Tournoi abandonné |                   |                   |                   |                   |                   |                   |                   |                   |
| Grand Prix de Malte                      | Tournoi non classé   | Tournoi non classé   | Tournoi non classé   | DQ                   | NC                   | Tournoi abandonné    | Tournoi abandonné    | Tournoi abandonné    | Tournoi abandonné    | Tournoi abandonné    | Tournoi abandonné    | Tournoi abandonné    | Tournoi abandonné    | Tournoi abandonné    | Tournoi abandonné     | Tournoi abandonné     | Tournoi abandonné     | Tournoi abandonné     | Tournoi abandonné     | Tournoi abandonné     | Tournoi abandonné    | Tournoi abandonné    | Tournoi abandonné | Tournoi abandonné | Tournoi abandonné | Tournoi abandonné | Tournoi abandonné | Tournoi abandonné | Tournoi abandonné | Tournoi abandonné | Tournoi abandonné | Tournoi abandonné | Tournoi abandonné | Tournoi abandonné | Tournoi abandonné |                   |                   |                   |                   |
| Masters de Thaïlande                     | DQ                   | A                    | DQ                   | DQ                   | DQ                   | DQ                   | NC                   | Tournoi non tenu     | Tournoi non tenu     | Tournoi non tenu     | NC                   | Tournoi abandonné    | Tournoi abandonné    | Tournoi abandonné    | Tournoi abandonné     | Tournoi abandonné     | Tournoi abandonné     | Tournoi abandonné     | Tournoi abandonné     | Tournoi abandonné     | Tournoi abandonné    | Tournoi abandonné    | Tournoi abandonné | Tournoi abandonné | Tournoi abandonné | Tournoi abandonné | Tournoi abandonné | Tournoi abandonné | Tournoi abandonné | Tournoi abandonné | Tournoi abandonné |                   |                   |                   |                   |                   |                   |                   |                   |
| Masters d'Irlande                        | Tournoi non classé   | Tournoi non classé   | Tournoi non classé   | Tournoi non classé   | Tournoi non classé   | Tournoi non classé   | 2T                   | DQ                   | DQ                   | NT                   | NC                   | Tournoi abandonné    | Tournoi abandonné    | Tournoi abandonné    | Tournoi abandonné     | Tournoi abandonné     | Tournoi abandonné     | Tournoi abandonné     | Tournoi abandonné     | Tournoi abandonné     | Tournoi abandonné    | Tournoi abandonné    | Tournoi abandonné | Tournoi abandonné | Tournoi abandonné | Tournoi abandonné | Tournoi abandonné | Tournoi abandonné | Tournoi abandonné |                   |                   |                   |                   |                   |                   |                   |                   |                   |                   |
| Trophée d'Irlande du Nord                | Tournoi non existant | Tournoi non existant | Tournoi non existant | Tournoi non existant | Tournoi non existant | Tournoi non existant | Tournoi non existant | Tournoi non existant | Tournoi non existant | NC                   | 2T                   | 3T                   | DF                   | Tournoi abandonné    | Tournoi abandonné     | Tournoi abandonné     | Tournoi abandonné     | Tournoi abandonné     | Tournoi abandonné     | Tournoi abandonné     | Tournoi abandonné    | Tournoi abandonné    | Tournoi abandonné | Tournoi abandonné | Tournoi abandonné | Tournoi abandonné | Tournoi abandonné | Tournoi abandonné | Tournoi abandonné | Tournoi abandonné | Tournoi abandonné | Tournoi abandonné | Tournoi abandonné |                   |                   |                   |                   |                   |                   |
| Championnat de Bahreïn                   | Tournoi non tenu     | Tournoi non tenu     | Tournoi non tenu     | Tournoi non tenu     | Tournoi non tenu     | Tournoi non tenu     | Tournoi non tenu     | Tournoi non tenu     | Tournoi non tenu     | Tournoi non tenu     | Tournoi non tenu     | Tournoi non tenu     | 1T                   | Tournoi abandonné    | Tournoi abandonné     | Tournoi abandonné     | Tournoi abandonné     | Tournoi abandonné     | Tournoi abandonné     | Tournoi abandonné     | Tournoi abandonné    | Tournoi abandonné    | Tournoi abandonné | Tournoi abandonné | Tournoi abandonné | Tournoi abandonné | Tournoi abandonné | Tournoi abandonné | Tournoi abandonné | Tournoi abandonné | Tournoi abandonné | Tournoi abandonné | Tournoi abandonné |                   |                   |                   |                   |                   |                   |
| Classique de Wuxi                        | Tournoi non existant | Tournoi non existant | Tournoi non existant | Tournoi non existant | Tournoi non existant | Tournoi non existant | Tournoi non existant | Tournoi non existant | Tournoi non existant | Tournoi non existant | Tournoi non existant | Tournoi non existant | Tournoi non classé   | Tournoi non classé   | Tournoi non classé    | Tournoi non classé    | 1T                    | 3T                    | F                     | Tournoi abandonné     | Tournoi abandonné    | Tournoi abandonné    | Tournoi abandonné | Tournoi abandonné | Tournoi abandonné | Tournoi abandonné | Tournoi abandonné | Tournoi abandonné | Tournoi abandonné | Tournoi abandonné | Tournoi abandonné | Tournoi abandonné | Tournoi abandonné | Tournoi abandonné | Tournoi abandonné | Tournoi abandonné | Tournoi abandonné | Tournoi abandonné | Tournoi abandonné |
| Open d'Australie                         | Tournoi non tenu     | Tournoi non tenu     | Tournoi non tenu     | Tournoi non tenu     | Tournoi non tenu     | Tournoi non tenu     | Tournoi non tenu     | Tournoi non tenu     | Tournoi non tenu     | Tournoi non tenu     | Tournoi non tenu     | Tournoi non tenu     | Tournoi non tenu     | Tournoi non tenu     | Tournoi non tenu      | 1T                    | 1T                    | A                     | A                     | 2T                    | Tournoi abandonné    | Tournoi abandonné    | Tournoi abandonné | Tournoi abandonné | Tournoi abandonné | Tournoi abandonné | Tournoi abandonné |                   |                   |                   |                   |                   |                   |                   |                   |                   |                   |                   |                   |
| Open d'Inde                              | Tournoi non existant | Tournoi non existant | Tournoi non existant | Tournoi non existant | Tournoi non existant | Tournoi non existant | Tournoi non existant | Tournoi non existant | Tournoi non existant | Tournoi non existant | Tournoi non existant | Tournoi non existant | Tournoi non existant | Tournoi non existant | Tournoi non existant  | Tournoi non existant  | Tournoi non existant  | F                     | F                     | NT                    | DQ                   | DQ                   | A                 | Non tenu          | Non tenu          | Non tenu          | Non tenu          |                   |                   |                   |                   |                   |                   |                   |                   |                   |                   |                   |                   |
| Masters de Shanghai                      | Tournoi non existant | Tournoi non existant | Tournoi non existant | Tournoi non existant | Tournoi non existant | Tournoi non existant | Tournoi non existant | Tournoi non existant | Tournoi non existant | Tournoi non existant | Tournoi non existant | 1T                   | 1T                   | 2T                   | V                     | 1T                    | QF                    | 1T                    | A                     | DQ                    | QF                   | 2T                   | Non classé        | Non classé        | Non tenu          | Non tenu          | Non tenu          |                   |                   |                   |                   |                   |                   |                   |                   |                   |                   |                   |                   |
| Open de Chine                            | NT                   | NC                   | DQ                   | DQ                   | DQ                   | 1T                   | Non tenu             | Non tenu             | 1T                   | DQ                   | 2T                   | 2T                   | 2T                   | DF                   | QF                    | QF                    | 2T                    | DF                    | 1T                    | 1T                    | 2T                   | 1T                   | 2T                | Non tenu          | Non tenu          | Non tenu          | Non tenu          |                   |                   |                   |                   |                   |                   |                   |                   |                   |                   |                   |                   |
| Classique Paul Hunter                    | Tournoi non existant | Tournoi non existant | Tournoi non existant | Tournoi non existant | Tournoi non existant | Tournoi non existant | Tournoi non existant | Tournoi non existant | Tournoi pro-am       | Tournoi pro-am       | Tournoi pro-am       | Tournoi pro-am       | Tournoi pro-am       | Tournoi pro-am       | Tournoi classé mineur | Tournoi classé mineur | Tournoi classé mineur | Tournoi classé mineur | Tournoi classé mineur | Tournoi classé mineur | 3T                   | A                    | A                 | NC                | Non tenu          | Non tenu          | Non tenu          |                   |                   |                   |                   |                   |                   |                   |                   |                   |                   |                   |                   |
| Masters de Riga                          | Tournoi non existant | Tournoi non existant | Tournoi non existant | Tournoi non existant | Tournoi non existant | Tournoi non existant | Tournoi non existant | Tournoi non existant | Tournoi non existant | Tournoi non existant | Tournoi non existant | Tournoi non existant | Tournoi non existant | Tournoi non existant | Tournoi non existant  | Tournoi non existant  | Tournoi non existant  | CM                    | CM                    | CM                    | 3T                   | A                    | 2T                | 1T                | Non tenu          | Non tenu          | Non tenu          |                   |                   |                   |                   |                   |                   |                   |                   |                   |                   |                   |                   |
| Championnat international                | Tournoi non existant | Tournoi non existant | Tournoi non existant | Tournoi non existant | Tournoi non existant | Tournoi non existant | Tournoi non existant | Tournoi non existant | Tournoi non existant | Tournoi non existant | Tournoi non existant | Tournoi non existant | Tournoi non existant | Tournoi non existant | Tournoi non existant  | Tournoi non existant  | 1T                    | F                     | A                     | 1T                    | 3T                   | QF                   | QF                | 3T                | Non tenu          | Non tenu          | Non tenu          |                   |                   |                   |                   |                   |                   |                   |                   |                   |                   |                   |                   |
| Championnat de Chine                     | Tournoi non existant | Tournoi non existant | Tournoi non existant | Tournoi non existant | Tournoi non existant | Tournoi non existant | Tournoi non existant | Tournoi non existant | Tournoi non existant | Tournoi non existant | Tournoi non existant | Tournoi non existant | Tournoi non existant | Tournoi non existant | Tournoi non existant  | Tournoi non existant  | Tournoi non existant  | Tournoi non existant  | Tournoi non existant  | Tournoi non existant  | NC                   | DF                   | 1T                | DQ                | Non tenu          | Non tenu          | Non tenu          |                   |                   |                   |                   |                   |                   |                   |                   |                   |                   |                   |                   |

| Légendes des performances | Légendes des performances | Légendes des performances | Légendes des performances                                                      | Légendes des performances | Légendes des performances  |
| ------------------------- | ------------------------- | ------------------------- | ------------------------------------------------------------------------------ | ------------------------- | -------------------------- |
| DQ                        | Défaite en qualifications | XT                        | Défaite au tour X WC = tour d'invitation (tour de wild card), RR = round-robin | QF                        | Défaite en quart de finale |
| DF                        | Défaite en demi-finale    | F                         | Défaite en finale                                                              | V                         | Victoire                   |
| NQ                        | Non Qualifié              | A                         | Absent/Forfait                                                                 | F                         | Retrait du tournoi         |
| D                         | Disqualifié du tournoi    |                           |                                                                                |                           |                            |

| NT / Non tenu              | NT / Non tenu              | NT / Non tenu              | NT / Non tenu              | Événement non tenu    |
| NC / Tournoi non classé    | NC / Tournoi non classé    | NC / Tournoi non classé    | NC / Tournoi non classé    | Tournoi non classé    |
| C / Tournoi classé         | C / Tournoi classé         | C / Tournoi classé         | C / Tournoi classé         | Tournoi classé        |
| CM / Tournoi classé mineur | CM / Tournoi classé mineur | CM / Tournoi classé mineur | CM / Tournoi classé mineur | Tournoi classé mineur |